# Знак беды (фильм)
«Знак беды» — советский военный фильм режиссёра Михаила Пташука, снятый по одноимённой повести Василя Быкова.

## Сюжет
Немолодые уже люди, Степанида и её муж Петрок, живут в деревне Выселки, когда туда приходят немецкие оккупанты. Попытка как-то ужиться с чужаками заканчивается трагически. В сюжете фильма всплывает драматическое прошлое героев, когда в годы коллективизации их посчитали кулаками, то есть врагами советской власти. Одновременно фильм рассказывает об ужасах, которые несёт власть нацистов. При этом у немцев не возникает проблем при наборе желающих служить полицаем. Причём в полицаи идут не бывшие кулаки (их давно нет), а деревенские пролетарии, которые со злобой припоминают главным героям «кулацкое прошлое», и требуют только одного: водки. 
Степанида поначалу пытается сопротивляться переменам. Но всё тщетно. Как противостоять бывшим односельчанам, которые при власти нацистов превратились в бандитов? И в итоге, не видя выхода, она запирается в собственной хате и поджигает её.

## В ролях
- Нина Русланова — Степанида Богатько
- Геннадий Гарбук — Петрок Богатько
- Владимир Ильин — Дмитрий Иванович Гужов (Гуж)
- Евгений Платохин — Потап Колондёнок
- Алексей Зайцев — Антон Недосека
- Виталий Быков — Свентковский
- Владимир Гостюхин — Новик
- Владимир Емельянов — председатель Левон
- Алексей Булдаков — Космачёв
- Александр Тимошкин — Василий Гончарик
- Владимир Кулешов — Корнила
- Тадеуш Кокштыс — Евхим
- Валентина Петрачкова — Евхимиха
- Вячеслав Солдатенко — Янка Гончарик
- Алексей Маслов — немецкий офицер
- Каспарс Пуце — немецкий фельдфебель
- Арво Кукумяги — немецкий повар Карла
- Валентин Белохвостик — комиссар
- Иван Мацкевич — Александр Григорьевич Червяков
- Дарья Шпаликова — Анюта Ладимирова

## Съёмочная группа
- Авторы сценария: Василь Быков (повесть «Знак беды»), Евгений Григорьев, Оскар Никич
- Режиссёр: Пташук, Михаил Николаевич
- Оператор: Татьяна Логинова
- Художник: Владимир Дементьев
- Художник-гример: Александр Журба
- Композитор: Олег Янченко
- Директор картины: Алексей Круковский